# 종이의 집: 공동경제구역
《종이의 집: 공동경제구역》은 넷플릭스에서 2022년 6월부터 방영된 대한민국의 범죄 스릴러 드라마이다. 넷플릭스 드라마 《종이의 집》의 대한민국 리메이크 작품이다. 이 드라마의 시간적 배경은 2026년 9월 초, 공간적 배경은 공동경제구역과 '한반도통일조폐국', 그리고 경기도 파주시 등지이다.

## 등장 인물

### 강도단
- 유지태 : 교수 역 - 본명 송선호, 베를린과 친형제, 우진은 그를 박선호라 알고 있다.
- 박해수 : 베를린 역 - 본명 송중호, 북한 개천 강제 수용소 출신
- 전종서 : 도쿄 역 - 본명 리홍단
- 이원종 : 모스크바 역 - 본명 오만식
- 김지훈 : 덴버 역 - 본명 오택수
- 장윤주 : 나이로비 역 - 본명 심영문
- 이현우 : 리우 역 - 본명 한요셉
- 김지훈 : 헬싱키 역 - 본명 명태
- 이규호 : 오슬로 역 - 본명 상연, 헬싱키와는 같은 고아원 출신이다.

### 남북 공동 위기협상팀
- 김윤진 : 선우진 역 - 남한대표 위기협상팀장, 경기 경찰청 경감
- 김성오 : 차무혁 역 - 북한대표 인민보안성 대위
- 박수영 : 윤창수 역 - JEA 경찰서장
- 심우성 : 남동철 역 - 경기 경찰청 경사

### 인질들
- 박명훈 : 조영민 역 - 한반도 통일조폐국장
- 이주빈 : 윤미선 역 - 통일조폐국 경리담당, 덴버의 연인, 코드네임 스톡홀름
- 이시우 : 앤 킴 역 - 주한 미국 대사의 딸, 명성외고 재학중
- 홍인 : 현호 역 - 통일조폐국 부국장
- 신수호 : 박 대리 역 - 통일조폐국 대리
- 문종일 : 최 과장 역 - 통일조폐국 과장

### 그 외
- 장현성 : 김상만 역 - 선우진의 전 남편, 유력 대권 주자, 우진과 양육권 분쟁중이다.
- 이창훈 : 오재윤 - 오성그룹 회장, 김상만의 서포트이자 남북경협모델 구축으로 욕망을 채우려는 정점에 있는 자
- 이용녀 : 박필순 역 - 선우진의 어머니, 알츠하이머를 앓고 있다.
- 한서진 : 김민아 역 - 우진과 상만의 딸
- 정재성 : 마샬 킴 역 - 주한 미국 대사
- 길은성 : 박철우 역 - 북한 인민무력부 특작부대원
- 임형국 : 전용수 역 - 경협회담북측 대표, 과거 베를린이 갇혔던 수용소 소장
- 김준 : 나이로비의 아들

## 일본판 성우진
- : 교수(유지태)
- : 베를린(박해수)
- : 도쿄(전종서)
- : 모스크바(이원종)
- : 덴버(김지훈)
- : 나이로비(장윤주)
- : 리우(이현우)
- : 헬싱키(김지훈)
- : 오슬로(이규호)
- : 서울(임지연)

## 참고 사항
- 유지태와 이규호는 KBS 2TV 월화드라마 《힐러》 이후로 8년만에 재회했다.
- 이원종과 이규호는 SBS 수목 드라마 《리멤버 - 아들의 전쟁》 이후로 6년만에 재회했다.
- 김지훈은 MBC 주말 드라마 《왔다! 장보리》 이후로 8년만에 재회하는 작품이며, 문화방송 주말 특별기획 드라마 《도둑놈, 도둑님》 이후로 5년만에 재회했다.
- 김지훈과 이규호는 영화 《검사외전》 이후로 6년만에 재회했다.
- 김지훈, 이규호, 이용녀는 OCN 토일 드라마 《나쁜 녀석들》 이후로 8년만에 재회했다.
- 이규호와 김성오는 영화 《불한당: 나쁜 놈들의 세상》 이후로 5년만에 재회했다.
- 임지연은 MBC 주말 드라마 《불어라 미풍아》 이후로 6년만에 재회했다.

## 같이 보기
- 종이의 집